# Andreas Herczog
Andreas Herczog, né le 11 février 1947 à Budapest et mort le 12 septembre 2021, est un architecte et une personnalité politique suisse, membre des Organisations progressistes de Suisse (Poch) et ensuite du Parti socialiste.

## Biographie
Il est élu au Conseil national comme représentant du canton de Zurich de 1979 à 1999. En 2010, il est président de a commission d'arbitrage dans le domaine des chemins de fer (CACF).
Professionnellement, il a fondé en 1982 un cabinet d'architecture baptisé « Herczog Hubeli » avec Ernst Hubeli. 